# Životni ciklus softverskih izdanja
Životni ciklus softverskih izdanja (eng. software release life cycle) je ukupnost faza razvitka i dozrijevanja komada računalnog softvera, od početka do možebitnog izdanja, uključujući osvježene inačice izdane inačice radi pomaganja poboljšanju softvera ili popravke bugova koji još postoje u softveru.
Faze su predalfa, alfa, beta, otvorena i zatvorena beta, kandidat za izdanje (gama, delta), izdanje do izrade ili do marketinga (usporedi zlatna matrica/zlatni master), opća dostupnost/opće prihvaćeno, izdanje na internet, podrška, kraj životnog ciklusa, kraj prodaje, abandonware.

## Vanjske poveznice
- Free Software Project Management HOWTO
- Software Release Decisions  Arhivirana inačica izvorne stranice od 30. travnja 2011. (Wayback Machine)
- A Methodology to Support Software Release Decisions
- Software Testing Life Cycle  Arhivirana inačica izvorne stranice od 24. svibnja 2011. (Wayback Machine)
- Semantic versioning